# Hersha Parady
Hersha Parady (nacida como Betty Sandhoff; 25 de mayo de 1945-23 de agosto de 2023) fue una actriz estadounidense conocida sobre todo por su papel de Alice Garvey en Little House on the Prairie.

## Vida y carrera
Parady nació como Betty Sandhoff en Berea, Ohio y asistió al Berea High School. Comenzó a actuar a los 14 años en producciones teatrales de la zona de Cleveland. A principios de la década de 1970 se trasladó al oeste para continuar su carrera como actriz y consiguió un papel junto a Jon Voight en una producción en gira de A Streetcar Named Desire.
Parady comenzó su carrera en televisión con apariciones como invitada en Mannix, Bearcats y The Waltons. Hersha fue considerada para interpretar a Caroline Ingalls en Little House on the Prairie, pero perdió ante Karen Grassle. Más tarde, en el episodio de 1976 "Journey in the Spring", Paraday interpretó a Eliza Anne Ingalls, cuñada de Charles. Después, en 1977, le dieron el papel de Alice Garvey en Little House on the Prairie, que interpretó hasta 1980, cuando su personaje murió en un incendio provocado accidentalmente por Albert Ingalls. Después de La pequeña casa de la pradera, sólo hizo contadas apariciones en televisión, entre ellas Kenan & Kel.
Estuvo casada con el productor ganador del Óscar John Peverall, con quien tuvo un hijo.
Parady murió por complicaciones de un tumor cerebral en Norfolk, Virginia el 23 de agosto de 2023, a los 78 años.

## Filmografía
| Cine      | Cine                                   | Cine                         | Cine                                    |
| Año       | Título                                 | Papel                        | Notas                                   |
| --------- | -------------------------------------- | ---------------------------- | --------------------------------------- |
| 1971      | Bearcats!                              | Carrie                       | Episodio: "Conqueror's Gold"            |
| 1972      | Mannix                                 | Recepcionista                | Episodio: "Cry Silence"                 |
| 1975      | The Waltons                            | Victoria Madden              | Episodio: "The Lie"                     |
| 1976–1980 | Little House on the Prairie            | Alice Garvey / Eliza Ingalls | 34 episodios                            |
| 1979      | CBS Afternoon Playhouse                | Laura Harker                 | 5 episodios                             |
| 1980      | NBC Special Treat                      |                              | Episodio: "The House at 12 Rose Street" |
| 1981      | ABC Weekend Specials                   | Janice Parker                | Episodio: "Mayday! Mayday!"             |
| 1981      | The Phoenix                            | Lynn                         | Episodio: "Pilot"                       |
| 1984      | Raw Courage                            | Fay Canfield                 |                                         |
| 1986      | Hyper Sapien: People from Another Star | Mrs. McAlpin                 |                                         |
| 1995      | The Break                              | Mrs. Lufkowitz               |                                         |
| 1997–1998 | Kenan & Kel                            | Directora Dimly              | 3 episodios                             |